# Uday Shankar

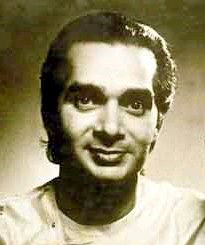
Uday Shankar in den 1930er Jahren

Uday Shankar (* 8. Dezember 1900 in Udaipur; † 26. September 1977 in Kalkutta) war ein indischer Tänzer, Choreograf und Tanzpädagoge. Er war der ältere Bruder des indischen Musikers Ravi Shankar.

## Leben und Werk
Uday Shankar war der Sohn des Rechtsanwalts Shyam Shankar Choudhury. Als Kunststudent kam Uday Shankar 1920 nach London. Anna Pawlowa wurde dort auf ihn aufmerksam und ließ sich bei der Vorbereitung zweier Ballette mit indischen Themen von ihm beraten. Uday Shankar studierte später auch in Paris.
Er entwickelte einen eigenen Tanzstil weit ab von den verschiedenen Schulen des klassischen indischen Tanzes, der andererseits doch wesentliche Elemente des klassischen wie des folkloristischen indischen Tanzstiles konservierte. Zu seinen Schülerinnen in Paris gehörte 1930 die italienische Balletttänzerin Giannina Censi.    
Shankar entwickelte ein eigenes Unterrichtssystem und eröffnete 1938 das India Culture Centre in Almora (Uttar Pradesh). Mit seiner Tanzkompagnie umreiste er in Tourneen mehrfach die ganze Welt.